# Samuel Jones (1870–1931)
Samuel Jones (ur. 1870, zm. 12 listopada 1931) – walijski piłkarz występujący na pozycji bramkarza.
W 1893 zdobył Puchar Walii z Wrexham. Osiągnięcie to powtórzył w 1899 z Druids.
W reprezentacji Walii zadebiutował 18 marca 1893 w przegranym 0:8 meczu British Home Championship przeciwko Szkocji. Łącznie rozegrał sześć spotkań w drużynie narodowej.